# Leotiomycetes
Leotiomycetes er en klasse i Sæksvampe rækken.